# Drones
Drones (с англ. — «Дроны») — седьмой студийный альбом британской рок-группы Muse, выпущенный 5 июня 2015 года в Европе (8 июня в Великобритании). Первый сингл с альбома, «Dead Inside», был выпущен 23 марта 2015 года.
От критиков альбом получил смешанный приём: они расхваливали музыкальную составляющую, но критиковали тему альбома и тексты. Однако это не помешало альбому выиграть премию Грэмми за Лучший рок-альбом

## Предыстория и запись альбома
Muse начинают задумываться о записи альбома ещё в июле 2013. Мэттью Беллами заявил, что « этот альбом будет действительно отличаться от того, что мы делали на двух предыдущих пластинках. Приятно вернуться к корням нашего творчества и напомнить себе, кем мы являемся».
В октябре 2014 группа принимается за запись альбома в одной из студий Ванкувера. После альбомов The 2nd Law (2012) и The Resistance (2009), которые были самоспродюсированными, Muse решают пригласить Роберта Джона «Матта» Ланга в качестве продюсера пластинки. В начале 2015 года на официальном аккаунте группы в Instagram было объявлено название альбома — Drones.
1 апреля барабанщик Доминик Ховард и звукорежиссёр Рич Кости объявили о завершении работы над альбомом.

## Основные темы альбома
Отвечая на вопросы фанатов в октябре 2014 года, вокалист группы заявил,  что "основными темами альбома станут глубинная экология, эмоциональный разрыв и Третья Мировая Война". В марте 2015 года Мэттью Беллами поделился в интервью, что :
"Для меня дроны – это современная метафора на то, как можно быть человеком, который  способен убивать безо всякого проявления чувств. Многие этого не знают, но ведь нас в некотором роде постепенно превращают в людей, способных принимать решения об убийстве.  Современные технологии дают нам возможность быть менее чуткими к тому, что происходит вокруг нас. Мы становимся ближе ко всему миру, но при этом отдаляемся от него. Так что альбом начался с идеи дронов как метафоры и для современных технологий, и для того, как мы становимся  более безразличными  к окружающему миру."

## Релиз и синглы
12 марта 2015 года группа показала видео к промосинглу альбома, который получил название «Psycho». До конца месяца Muse отыграли небольшой тур в шести городах Великобритании, где также исполнили несколько песен с грядущего альбома. 23 марта был выпущен первый сингл «Dead Inside», а 17 мая второй — «Mercy». За ними последовали видео на песни «Reapers» (29 мая), «The Handler» (2 июня) и «[JFK]» + «Defector» (3 июня).

## Список композиций
Слова и музыка всех песен — Мэттью Беллами.
| №                   | Название            | Перевод             | Длительность |
| ------------------- | ------------------- | ------------------- | ------------ |
| 1.                  | «Dead Inside»       | Мертв внутри        | 4:22         |
| 2.                  | «[Drill Sergeant]»  | Сержант-инструктор  | 0:21         |
| 3.                  | «Psycho»            | Психопат            | 5:16         |
| 4.                  | «Mercy»             | Милость             | 3:51         |
| 5.                  | «Reapers»           | Жнецы               | 5:59         |
| 6.                  | «The Handler»       | Манипулятор         | 4:33         |
| 7.                  | «[JFK]»             | ДФК                 | 0:54         |
| 8.                  | «Defector»          | Дезертир            | 4:33         |
| 9.                  | «Revolt»            | Восстать            | 4:05         |
| 10.                 | «Aftermath»         | Последствия         | 5:47         |
| 11.                 | «The Globalist»     | Глобалист           | 10:07        |
| 12.                 | «Drones»            | Дроны               | 2:49         |
| Общая длительность: | Общая длительность: | Общая длительность: | 52:40        |

## Участники записи альбома
Muse
- Мэттью Беллами — вокал, гитара, продюсирование
- Крис Уолстенхолм — бас-гитара, бэк-вокал, продюсирование
- Доминик Ховард — ударные, продюсирование

Дополнительно
- Роберт Джон «Матт» Ланг — продюсирование
- Мэтт Махурин — обложка альбома